# Francis Grimston
Pour les articles homonymes, voir Grimston.
Francis Sylvester Grimston (né le 8 décembre 1822 à Gorhambury, Hertfordshire ; décédé le 28 octobre 1865 à Wakes-Colne, Essex) est un joueur de cricket amateur anglais.

## Carrière
Il est le sixième et dernier fils de James Grimston (1er comte de Verulam). Trois de ses frères, James, Edward et Robert, ont tous joué au cricket de première classe, tout comme ses neveux Walter Grimston et Lord Hyde.
Francis Grimston fait ses études à Harrow et au Magdalene College à Cambridge où il est membre du University Pitt Club . En tant que joueur de cricket, il est principalement associé au Cambridge University Cricket Club et au club de cricket de Marylebone (MCC), faisant 18 apparitions connues dans des matches de première classe de 1843 à 1851 . Il était gardien de guichet.
Il devient par la suite membre du clergé et est vicaire de Wakes Colne de 1846 à 1865.